# Mnesistratos
Mnesistratos (altgriechisch Μνησίστρατος) war ein griechischer Bildhauer unbekannter Zeit.
Er ist nur von einer Signatur auf einer Statuenbasis bekannt, die in Kameiros auf Rhodos gefunden wurde. Die Signatur weist ihn als Athener aus.